# Kamisicsiken gésanegyed
A Kamisicsiken (上七軒) Kiotó legrégebbi gésanegyede, keletre a Kitano Tenmangú sintó szentélytől, a város északnyugati részén. A Kamisicsiken kevésbé ismert Kiotó másik négy gésanegyedéhez, a Gion Kóbu, a Gion Higasi, a Pontocsó és a Mijagavacsó negyedekhez képest.

## Története

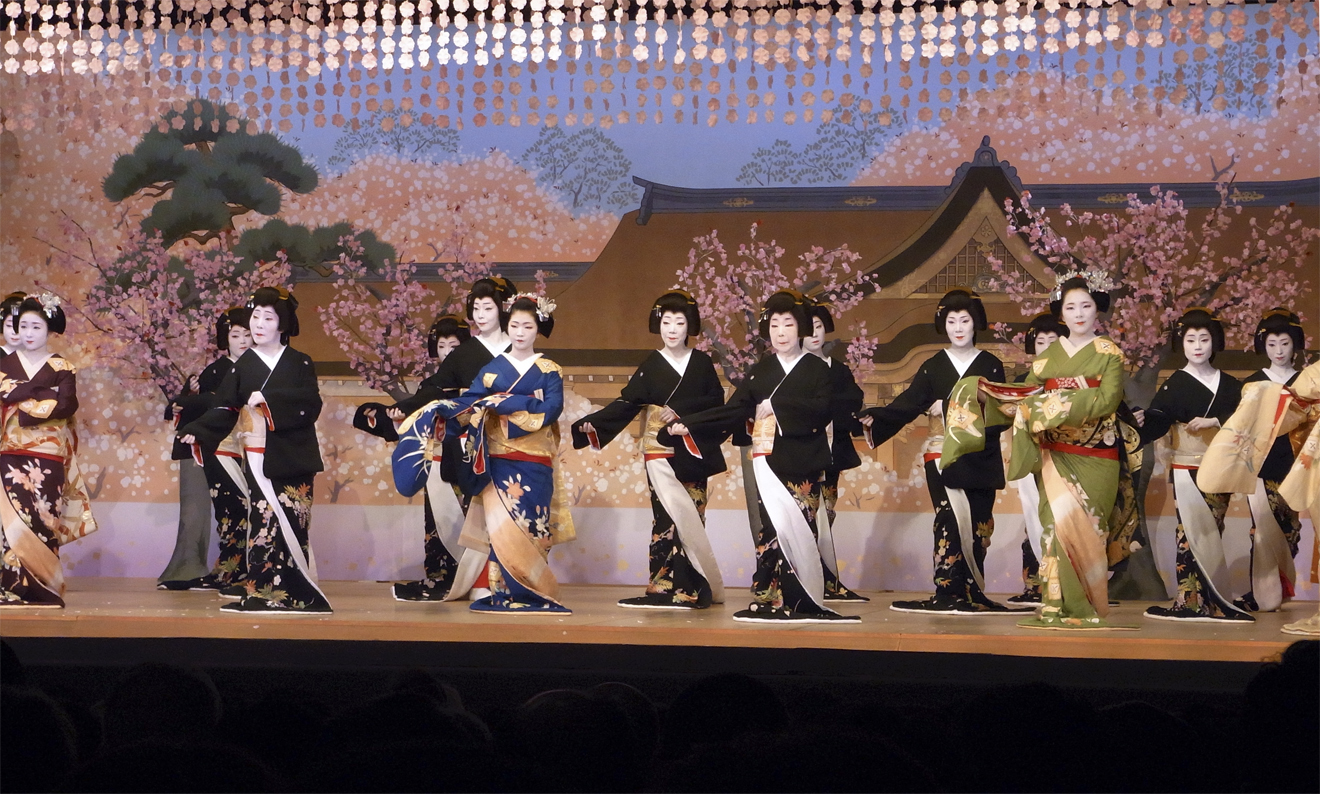
Kitano odori előadás a Kamisicsiken gésanegyedben

A negyed neve azt jelenti, „Hét Felső Ház”. Az elnevezés arra utal, hogy a Muromacsi-korszakban (1333-1375) hét teaház épült a Kitano-szentély újraépítése után megmaradt faanyagokból.
A negyed a kiotói Nisidzsin kerületben található, amely hagyományos, kézzel szövött textíliáiról ismeretes. A Kamigjó-ku utcáin csendes kis faházikók sorakoznak egymás mellett, ezek főleg gésa- és teaházak. A negyedben kifinomult, illedelmes, kiválóan képzett zenészeket és táncosokat találhatunk, akik sajnos kevesen vannak. Jelenleg 25 maiko és gésa él együtt itt, és 11 teaház működik.
A kerületi címer 2 félkörre felfűzött, összesen 10 édesgombóc (dango). A lámpásokon ezek fehér alapon piros körökként jelennek meg (ellentétben Gionnal, ahol a köröket piros alapon fehér színnel látjuk).
Minden év február 25-én tartják a negyed gésái és maikói a baika-szait (szilvavirágünnepet) a Kitano Tenmangú szentély közvetlen közelében. Éves táncműsoruk a Kitano odori, melyet április 15-től 25-ig tartanak kjo-mai, más néven kitano kabuki stílusban. Ez látható még egy másik rendezvényen is, a Gion macurin (Gion-ünnep), amelyen július 1-jétől 30-ig tart és különböző italokat szolgálnak fel az ünnepségre látogatóknak.

## A Kamisicsiken maikói és gésái
A negyedben a legtöbb gésa az „Ume-”, „Kacu-”, „Nao-”, „Icsi-” családok tagjai. Az Icsi-teaház egy különösen népszerű blogot tart fenn a Kamisicsikenben, melyet Icsimame, egy 18 éves maiko ír a teaházban töltött napjairól, képzéséről. Az Icsi-teaház weboldalán próbálja népszerűsíteni a nem túl ismert negyedet, mivel az nem a forgalmas Jaszaka-szentély közelében helyezkedik el. Icsimame blogja máris sikert ért el azon a téren, hogy hatására egy új maiko jelentkezett a teaházba, ahol így három maiko és egy gésa él.

## Fordítás
- Ez a szócikk részben vagy egészben  a   Kamishichiken című angol Wikipédia-szócikk fordításán alapul.  Az eredeti cikk szerkesztőit annak laptörténete sorolja fel. Ez a jelzés csupán a megfogalmazás eredetét és a szerzői jogokat jelzi, nem szolgál a cikkben szereplő információk forrásmegjelöléseként.

## Külső hivatkozások
- Kiotói látnivalók
- Japanvisitor.com